# Тулокас, Пирьё
Пи́рьё Ту́локас (фин. Pirjo Tulokas, 1 июня 1964, Финляндия) — генеральный консул Финляндской Республики в Санкт-Петербурге (с 2012 года).

## Биография
Родилась 1 июня 1964 года. Аттестат о среднем образовании получила в 1983 г. Училась в университете города Тампере, окончила магистратуру по специальности «Славянская филология» в 1991 г.. С 1993 по 1996 г. — консул в Петрозаводском отделении Генерального консульства Финляндии в Санкт-Петербурге. В 1997—2000 г. работала в посольстве Финляндии в Литве, с 2000 по 2003 г. в представительстве Финляндии при НАТО (Брюссель), с 2003 по 2007 г. советник МИД Финляндии, с 2007 по 2009 г. — советник посольства Финляндии в Лондоне, с 2009 г. — заместитель генерального консула Финляндии в Санкт-Петербурге, с 1-го сентября 2012 г. — генеральный консул.
Первая женщина — генеральный консул Финляндии в Санкт-Петербурге.